# L'Étranger (nouvelle, 1960)
Pour les articles homonymes, voir L'Étranger.
L'Étranger (titre original : The Fellow who Married the Maxill Girl) est une nouvelle de science-fiction de Ward Moore.

## Parutions

### Parutions aux États-Unis
La nouvelle est parue initialement aux États-Unis dans The Magazine of Fantasy & Science Fiction no 105 en février 1960.

### Parutions en France
La nouvelle a été publiée en France :
- en 1960 dans le numéro 81 de la revue Fiction, p. 23 à 45[2], avec une traduction de Roger Durand ;
- en 1974 dans l'anthologie Histoires d'extraterrestres, pages 319 à 356 (rééditions en 1976, 1978, 1984, 1986 et 1997)[3], avec une traduction de Roger Durand.

### Parution en Italie
La nouvelle est parue en Italie en 1992 sous le titre Quello che sposò la figlia di Maxill.

## Résumé
Nan est la troisième fille de Maxill, un fermier qui, à la fin des années 1930, est plus connu pour la distillation de son alcool de contrebande que pour les récoltes faites sur ses terres, pauvres et arides. Un jour, un être étrange arrive aux alentours de la ferme. Il a une particularité physique évidente : 4 doigts à chaque main. Il chante plus qu'il ne parle. Il s'installe dans la ferme. Dès son arrivée, les plantes poussent plus rapidement et les arbres donnent des fruits plus gros et plus juteux ; les vaches donnent plus de lait. En quelques mois, la prospérité arrive sur la terre des Maxill. 
Nan tombe amoureuse de cet étranger, qu'on appelle Ash. Elle finit par l'épouser. Plus tard, le couple a un enfant, prénommé Ash junior, doté de la même caractéristique physique que son père. Le vieux Maxill décède, et la ferme est transmise à Nan et Ash. Les années passent. 
Un jour, Nan « sent » que des êtres semblables à Ash recherchent celui-ci. Elle en parle à son mari, qui lui explique qu'il le sait depuis plusieurs semaines déjà. Il lui annonce qu'il doit partir et quitter Nan et Ash-junior. C'est une obligation ; il n'y a pas à discuter. Triste, Nan voit partir celui qu'elle aime et qui faisait la prospérité de la ferme. Tant pis : elle continuera seule de gérer la ferme et d'élever son enfant, qui montre déjà des dispositions précoces en matière de mécanique et de médecine.